# Turňa nad Bodvou
Turňa nad Bodvou, ungarisch Torna (deutsch Tornau) ist eine Gemeinde im Osten der Slowakei nahe der Grenze zu Ungarn, zirka 10 Kilometer westlich der Stadt Moldava nad Bodvou gelegen.
Der Ort liegt am östlichen Ende des Slowakischen Karstes und kennzeichnet den Beginn der Košická kotlina (Kaschauer Becken). Durch den Ort fließt die Bodva und gibt dem südlich der Gemeinde verlaufenden Hügelland Bodvianska pahorkatina den Namen, dazu mündet das Flüsschen Turňa hier in die Bodva.
In der Gemeinde gibt es eine starke ungarische Minderheit (2001 etwa 44 %) sowie auch eine kleinere Minderheit der Roma. Im Jahre 1991 gaben noch über 60 % der Bevölkerung ungarisch als ihre Nationalität an, wobei ein nicht unbedeutender Teil zur damals nicht anerkannten Minderheit der Roma gehörten.
|  |  |

## Geschichte
Der Ort wurde zum ersten Mal 1198 urkundlich erwähnt. Bis 1881 war der Ort der Sitz des historischen Komitats Tornau und galt als Stadt mit einer Bevölkerung von rund 30.000 Einwohnern im Jahre 1851.
Bis 1918 gehörte die Gemeinde zum Königreich Ungarn und kam dann zur neu entstandenen Tschechoslowakei. Durch den Ersten Wiener Schiedsspruch kam sie von 1938 bis 1945 kurzzeitig wieder zu Ungarn.
Von 1920 bis 1927 hieß der Ort offiziell Turňa, ab 1927 bis 1990 Turna nad Bodvou (mit Unterbrechung während der erneuten Zugehörigkeit zu Ungarn, damals Torna). Von 1964 bis 1990 war er zusammen mit der Gemeinde Háj in den Ort Turnianska Nová Ves eingemeindet.

Burg Tornau (Turniansky hrad)
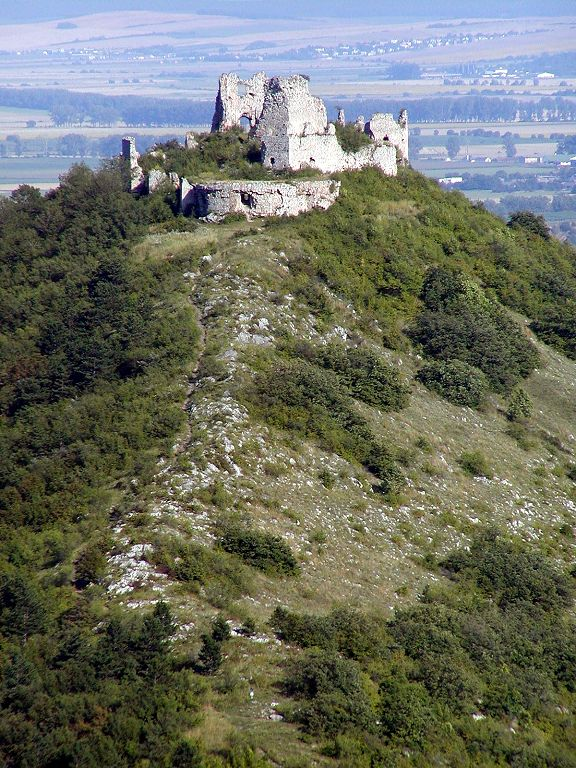
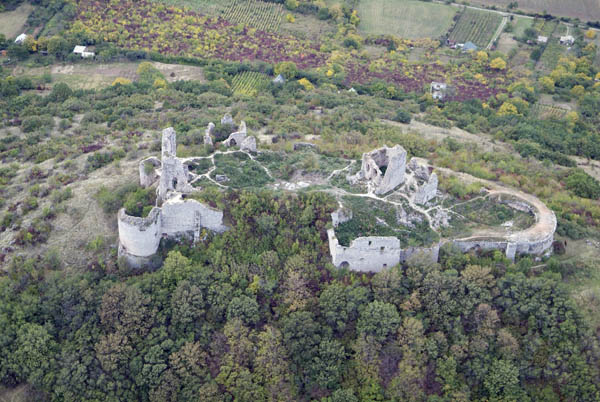
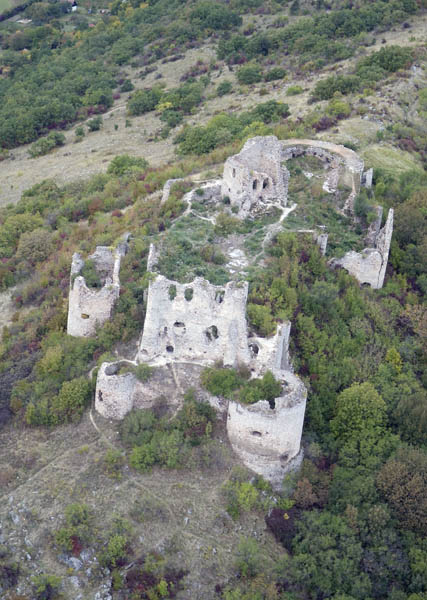

## Bevölkerung
| Jahr                | 1994 | 2004     | 2014    | 2024    |
| ------------------- | ---- | -------- | ------- | ------- |
| Anzahl der Personen | 2888 | 3279     | 3526    | 3686    |
| Unterschied         |      | +13,53 % | +7,53 % | +4,53 % |

| Jahr                | 2023 | 2024    |
| ------------------- | ---- | ------- |
| Anzahl der Personen | 3675 | 3686    |
| Unterschied         |      | +0,29 % |